# Ballens
Ballens är en ort och kommun i distriktet Morges i kantonen Vaud, Schweiz. Kommunen har 576 invånare (2023).